# Kaysersberg
Kaysersberg je sídlo ve Francii, bývalá obec v departementu Haut-Rhin (jižní Alsasko) v regionu Grand Est. V roce 2013 zde žilo 2 701 obyvatel. K 1. lednu 2016 byla sloučena s obcemi Kientzheim a Sigolsheim do nově vzniklé obce Kaysersberg-Vignoble. Do roku 2015 byla obec centrem kantonu Kaysersberg.
Významným zdejším rodákem je Albert Schweitzer.

## Vývoj počtu obyvatel
Počet obyvatel